# Xabber
Xabber（名称来自XMPP和Jabber）是一个Android系统上的XMPP客户端，最初的贡献者来自被称为Redsolution Inc的软件公司。该软件在GitHub开源，并可在F-Droid和Google Play获取。Xabber支持不留记录即时通讯以实现加密通信。直到2017年1月30日Xabber还是闭源的，不过后来在GitHub上开源。
Xabber目前不支持OMEMO加密，开发者也在GitHub上表示实现OMEMO不是当前的任务之一。

## 功能
因为 Xabber 实现了 XMPP 协议，所以它与任何 XMPP 服务器兼容。Xabber 不提供自己的服务器基础架构，但它预先配置了一些流行的服务。开发人员确认了与XMPP服务端Ejabberd、Prosody和Openfire的兼容性。Xabber 实现了XMPP多用户聊天 (MUC) 以启用类似IRC的群聊。该应用程序与系统范围的Android联系人集成。
Xabber结合TLS使用不留记录即时通讯来提供强大的安全性（前向保密）。自2013年9月30日起，Xabber 使用Orbot作为额外的保护层。Orbot 用于访问Tor网络以混淆发送者和接收者之间的连接。当与私人的XMPP服务器结合使用时，系统的不安全性会降低。